# Ráj (zámek)
Zámek Ráj stával v dříve samostatné obci Ráj, která dnes tvoří místní část Karviné.

## Historie
Původně renesanční zámek nechal v letech 1564–1571 kníže Fridrich Kazimír Fryštátský. Nově vystavěný zámek měl pravděpodobně nahradit sídlo ve Fryštátě. V 50. letech 18. století za Mikuláše Taafa z Carlingfordu prošel barokní přestavbou. V roce 1863 uhodil do věže blesk, čímž způsobil požár zámku; ten byl následně opraven. V roce 1899 jej do svého majetku získal rod Larisch-Mönnichů. Těm patřil do roku 1945, kdy jako konfiskát přešel na OKD a žili zde horničtí učni. Jako škola fungoval i v pozdějších letech – nejprve zde byla polská škola, později Politická škola. Od roku 1955 v něm fungovala nemocnice. Ta však musela v roce 1968 po propadnutí chodby zámek opustit a ten tak chátral. V 70. letech zde byl ještě sklad zdravotnického materiálu. V roce 1976 vyhořel a jelikož o něj nebyl zájem, byl v roce 1980 zbořen.